# Tiumenski
Tiumenski (del ruso: Тюменский) es un posiólok del raión de Tuapsé del krai de Krasnodar, en el sur de Rusia. Está situado en las estribaciones meridionales del extremo oeste del Cáucaso Occidental, en la desembocadura del arroyo Kazachia Shchel en la orilla nororiental del mar Negro, 13 km al noroeste de Tuapsé y 96 km al sur de Krasnodar, la capital del krai.  Tenía 2 338 habitantes en 2010.
Pertenece al municipio Nébugskoye.

## Historia
La localidad de Kazachia Shchel se encontraba en 1953 en este emplazamiento y contaba con 12 hogares fineses. El posiólok Tiumenski fue construido por la compañía sanitaria Surgutneftegaz.

## Nacionalidades
De los 3 575 habitantes con que contaba en 1989, 2 629 eran de etnia rusa, 201 de etnia ucraniana, 88 de etnia armenia 86 de etnia adigué, 61 de etnia bielorrusa y 6 de etnia griega, entre otros.

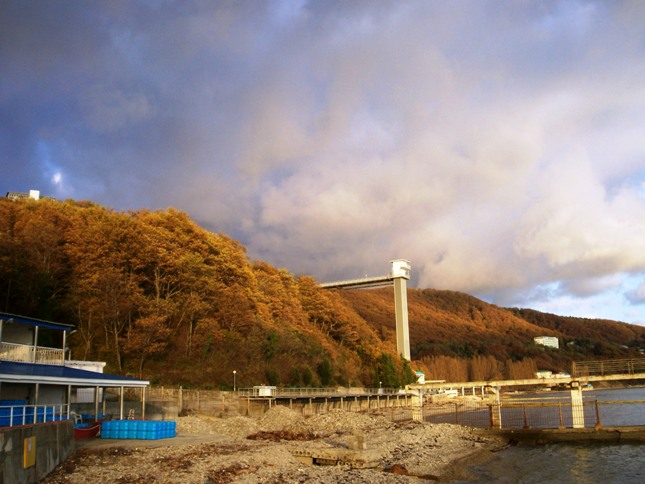
La costa cerca de Tiumenski.

## Transporte
Por la localidad pasa la carretera federal M27 Novorosíisk-Tuapsé.